# Museo nazionale trasporti
Il Museo Nazionale dei Trasporti ha sede a La Spezia in via Fossitermi e sede distaccata presso la nuova stazione di Taggia.
È un'associazione costituita per raccogliere e conservare mezzi di trasporto storici, strumenti e documentazione relativa all'argomento.

La sua fondazione risale al 1986 per iniziativa di vari soggetti, sia privati che pubblici. Tra gli enti promotori sono state aziende di trasporto pubblico, banche e industrie del settore dei mezzi di trasporto.

Il museo è situato negli edifici dell'ex Squadra Rialzo nelle immediate adiacenze della stazione ferroviaria La Spezia Centrale, in via Fossitermi, nel quartiere della Scorza.
Nel 2017 è stato firmato un documento di intesa e collaborazione con il Dopolavoro Ferroviario di Ventimiglia che ha permesso l’apertura - il 6 gennaio 2018 - di una nuova sede staccata nel Ponente Ligure, nella nuova stazione ferroviaria di Taggia/Arma.

## La sezione trasporto su gomma
La specializzazione iniziale del museo era dedicata a materiale della storica rete tramviaria e ai mezzi pubblici su gomma, autobus ed in particolare filobus, di cui era stato iniziato il restauro e la conservazione e che avevano raggiunto la considerevole cifra di venti diversi esemplari, facendo dell'ipotizzato museo il più grande centro per la memoria per questo tipo di veicoli. 
Questa sezione al momento non figura nell’area espositiva di via Fossitermi.

## La sezione ferroviaria
La parte museale dedicata al trasporto su rotaia è stata inaugurata nel 2003, anche se di fatto risale al 1991. 
Nella sede di via Fossitermi è collocata un'ampia raccolta di vario materiale ferroviario, di locomotive a vapore e di locomotori elettrici e diesel, di carrozze, carri ferroviari, dei sistemi di controllo. 
In particolare la sezione comprende all'aperto la locomotiva elettrica E.626.089 (1936), e all'interno la locomotiva a vapore 743.301 (T1951), la locomotiva a vapore 940.050 (1922) e la locomotiva a vapore 835.053 (1908), tutte perfettamente restaurate. 
In un'apposita sezione del museo sono ricomposti gli arredi, bandiere e materiali di segnalazione, biglietterie ed interni di antiche stazioni italiane. 

## Modelli, foto storiche e biblioteca
Nella sede di via Fossitermi il museo espone inoltre un'importante raccolta di modelli di locomotive e locomotori in varie scale e materiali, oltre ad alcuni plastici ferroviari elettrici.

Dispone inoltre di un'ampia raccolta di documentazione storica dedicata al tema delle antiche stazioni liguri, dei mezzi di trasporto e del viaggiare, di filmati, fotografie d'epoca e alcuni dipinti sul tema del viaggio ferroviario.

## Galleria d'immagini

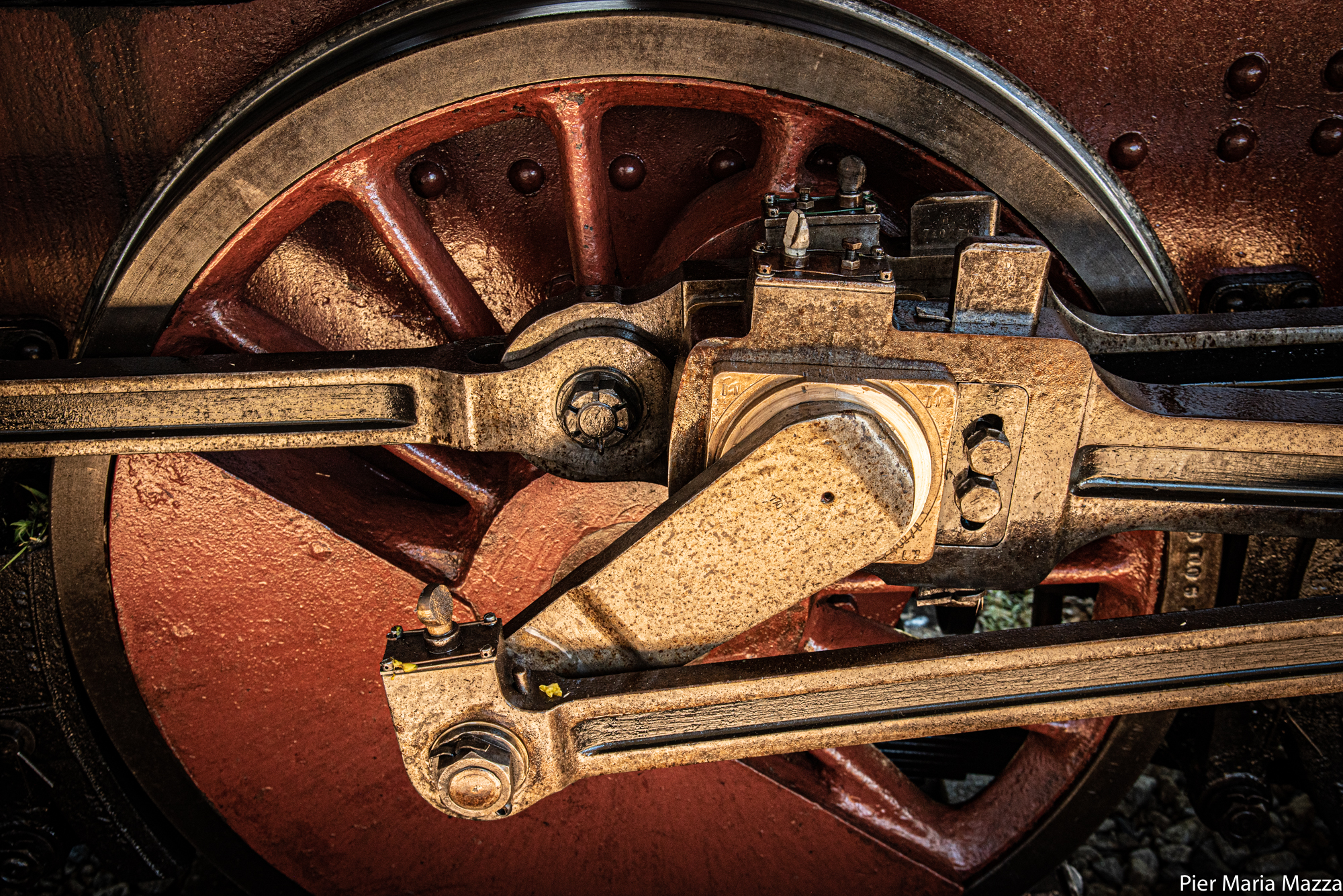
Sistema di bielle di locomotiva a vapore
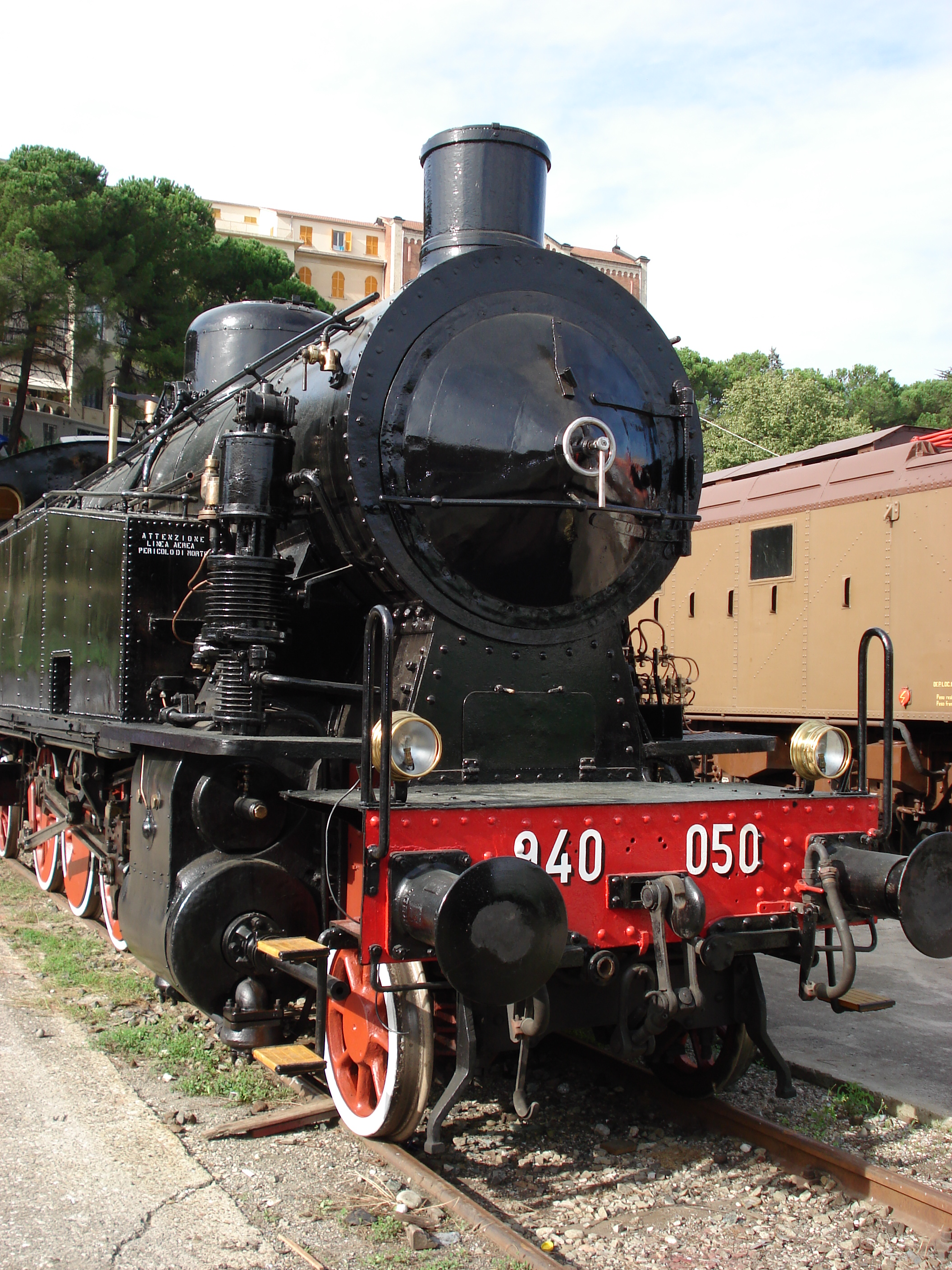
Locomotiva a vapore 940.050 (1922)
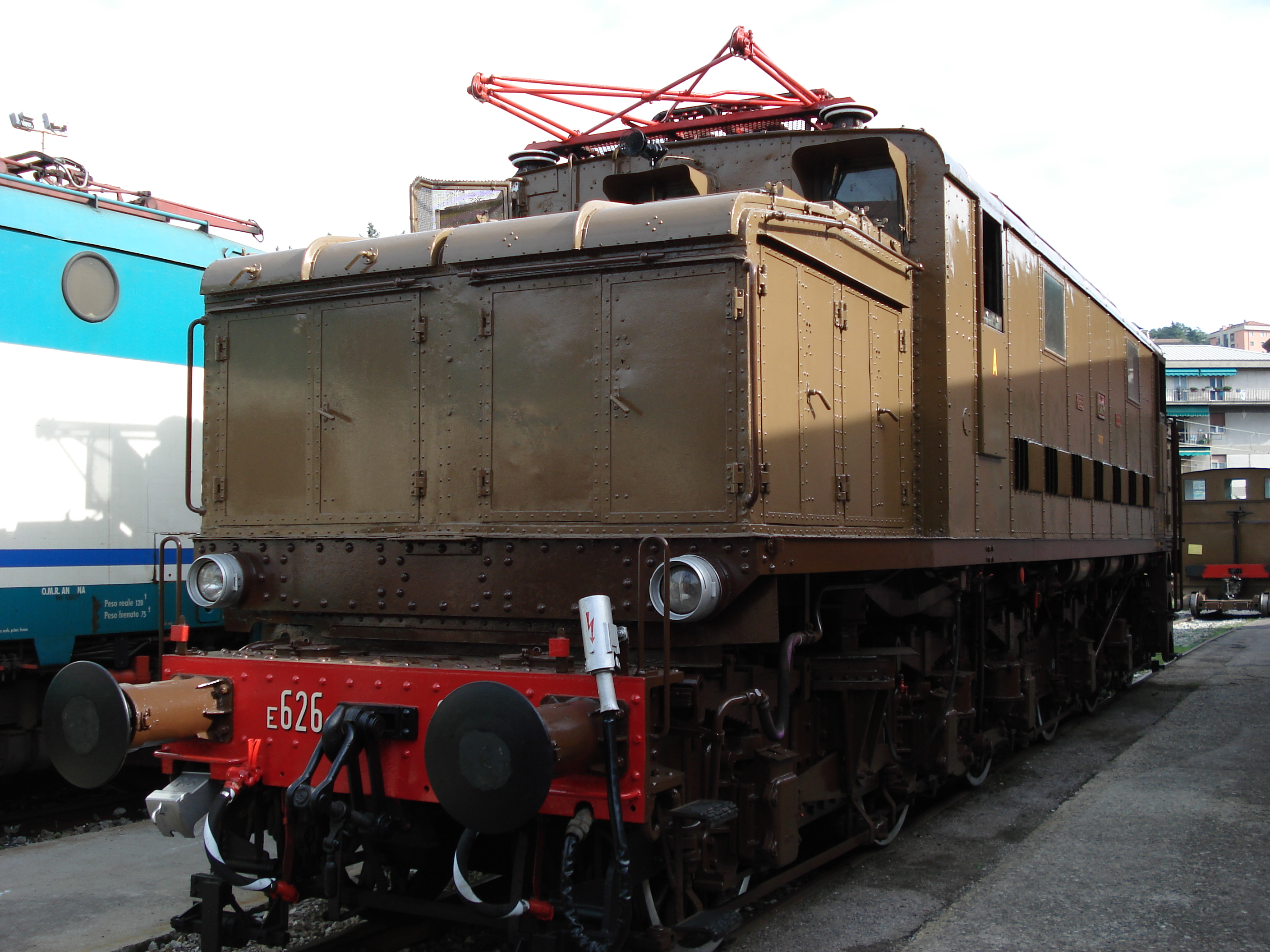
Locomotiva elettrica E.626.294 (1937)
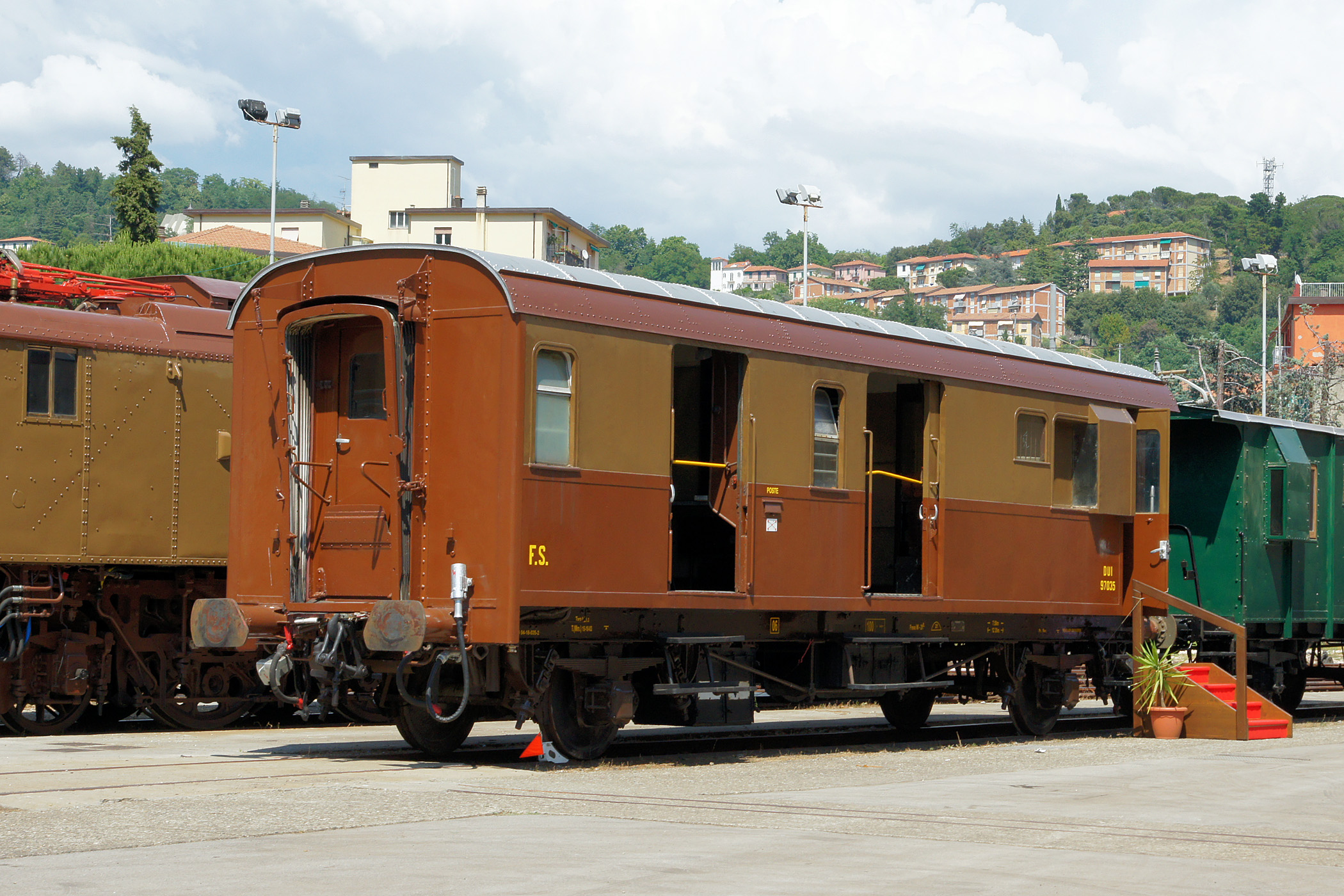
Vagone postale
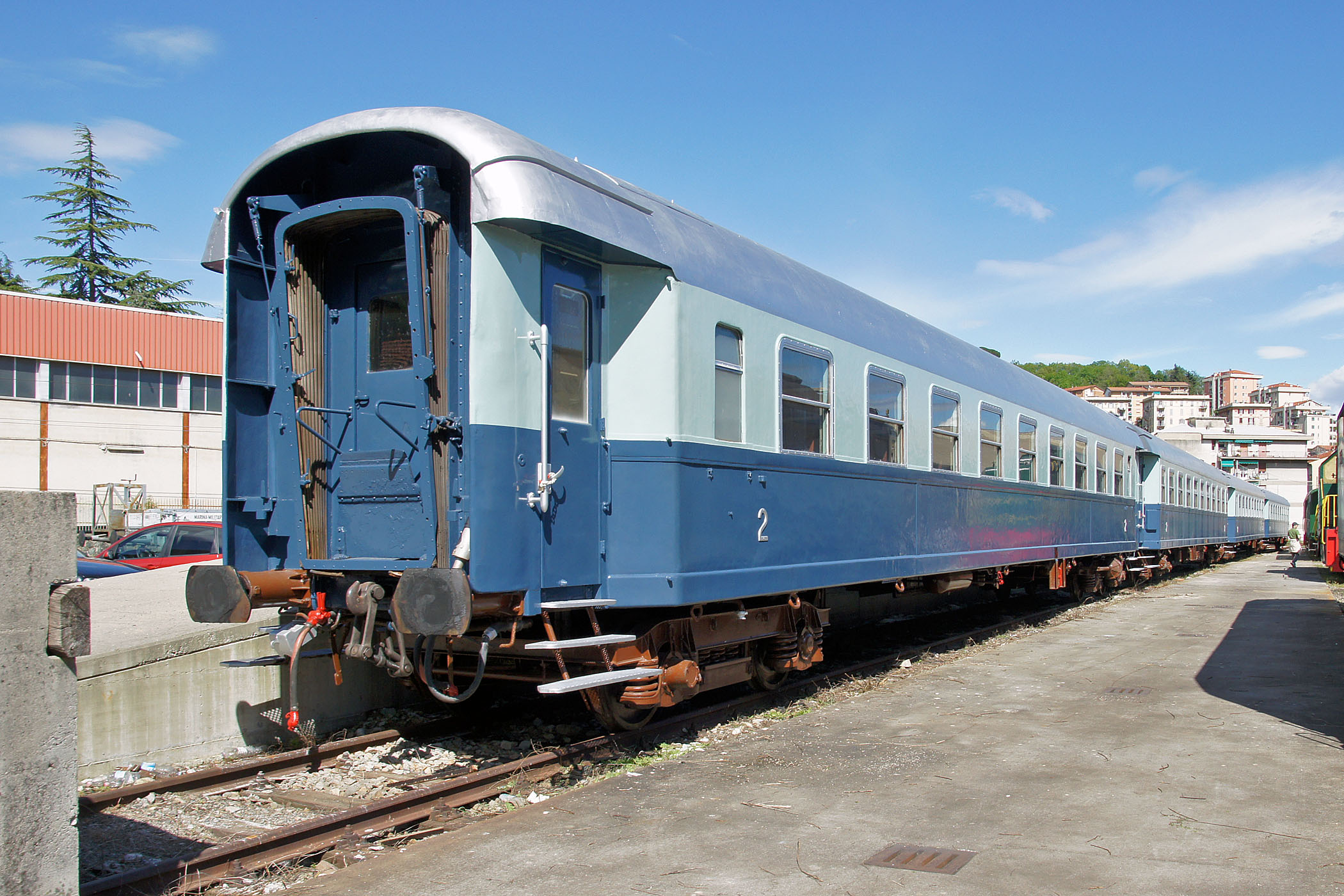
Carrozze in livrea Treno azzurro (1959)
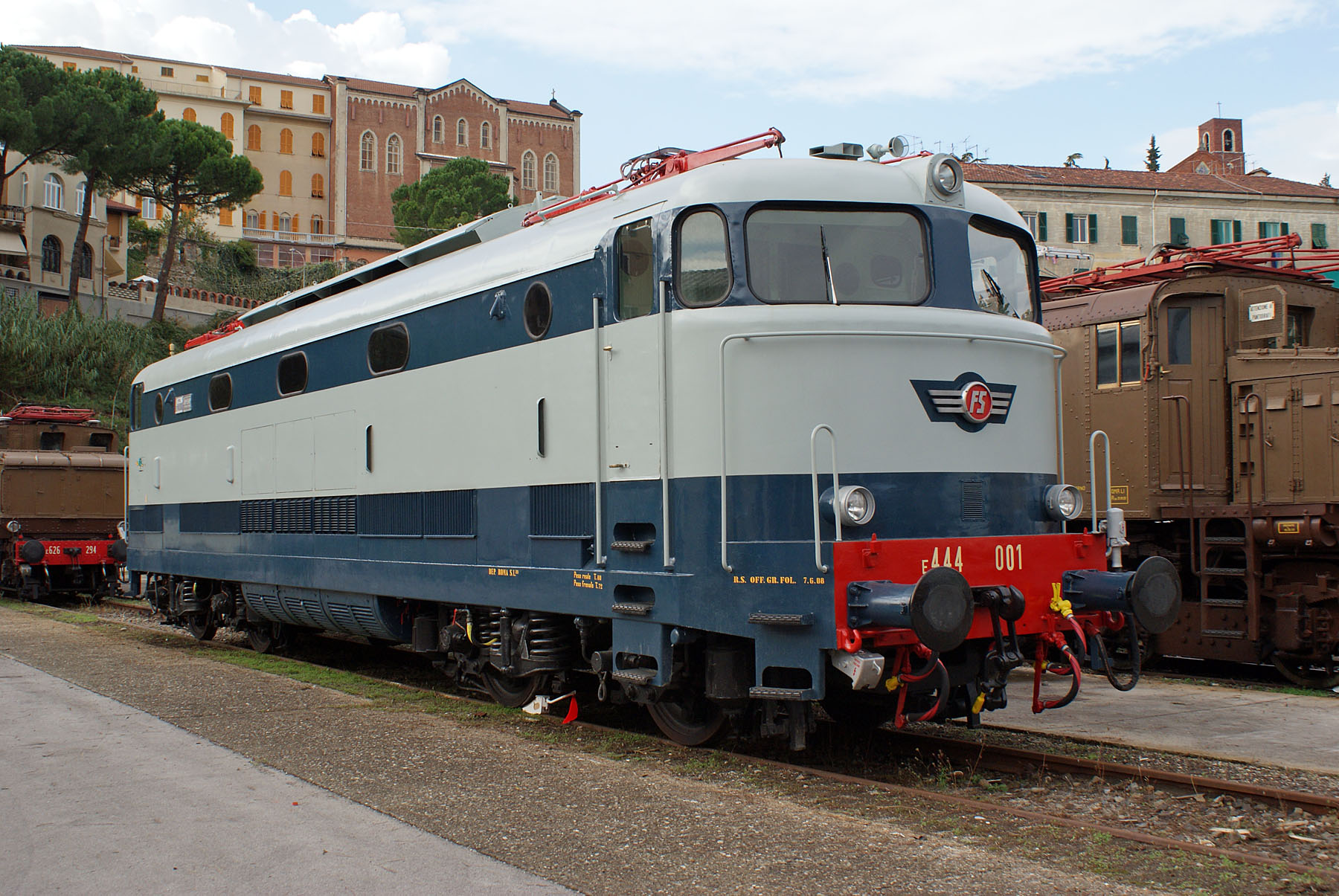
Locomotiva E.444.001
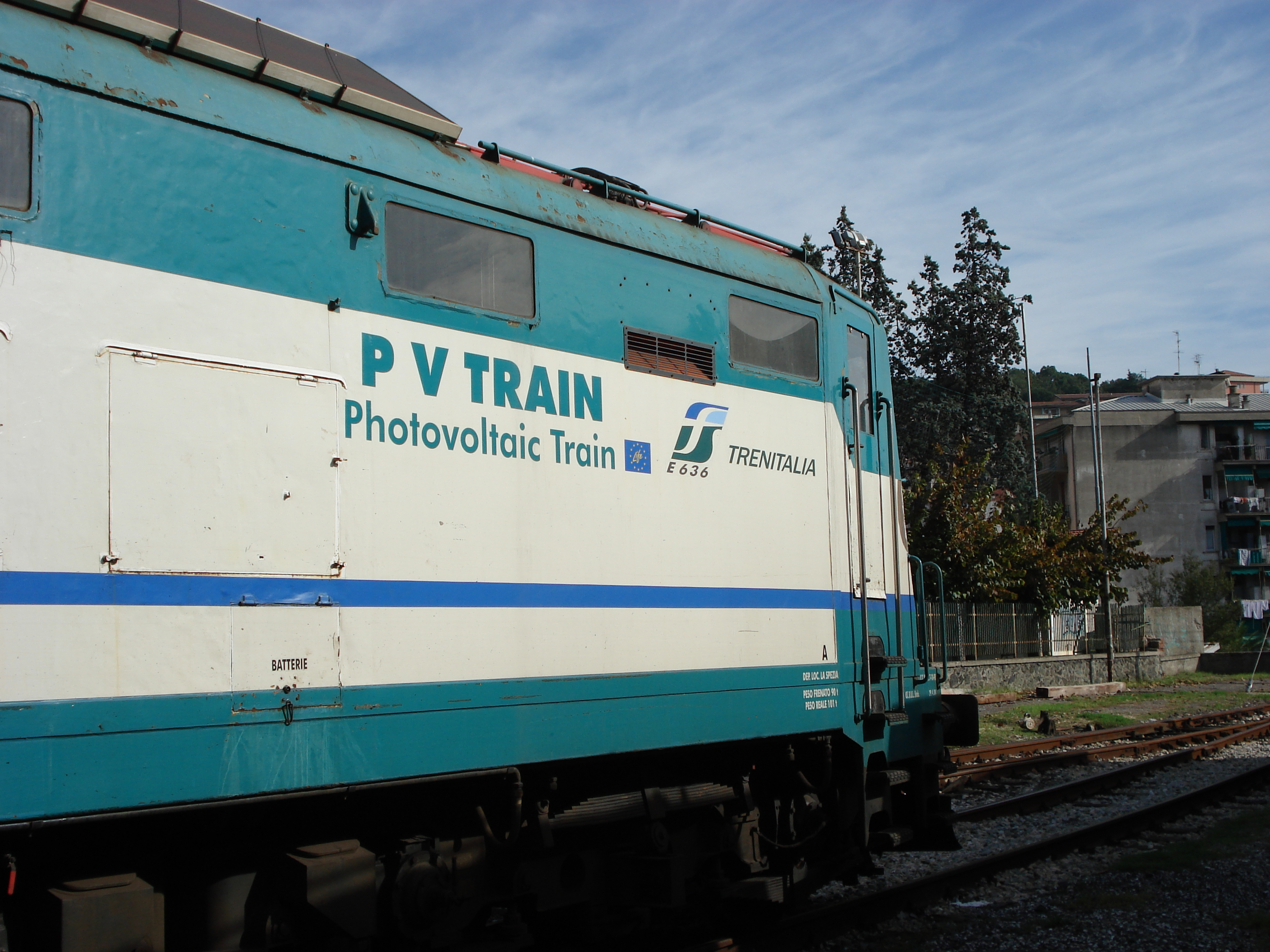
Locomotiva elettrica E.636.385 "PV Train", attrezzata con pannelli fotovoltaici